# Баррьентос, Руди
Ру́ди Рона́льдо Баррье́нтос Ре́йес (исп. Rudy Ronaldo Barrientos Reyes; род. 1 марта 1999, Morales, Исабаль) — гватемальский футболист, полузащитник клуба «Мунисипаль» и сборной Гватемалы.

## Биография

### Клубная карьера
Баррьентос начал карьеру в клубе «Гуастатоя», за который дебютировал 26 февраля 2017 года в чемпионате в матче против клуба «Депортиво Малакатеко»; матч закончился со счётом 0:0.
В июне 2019 года Баррьентос перешёл в «Мунисипаль», с которым подписал однолетний контракт

### Карьера в сборной
Баррьентос играл за сборную Гватемалы до 20 и за сборную до 23 лет. За основную сборную дебютировал 17 ноября 2019 года в матче Лиги наций КОНКАКАФ со сборной Пуэрто-Рико, который Гватемала выиграла со счётом 5:0.